# The Detective's Stratagem
The Detective's Stratagem é um filme mudo norte-americano de 1913, do gênero drama, dirigido por John J.A. Gibney.

## Elenco
- Reggie Morris
- Claire McDowell
- Harry Carey
- Charles West
- Joseph McDermott
- Hector Sarno
- Frank Evansn
- Edwin August
- Frank Norcross
- Raoul Walsh